# کانون تئاتر لس آنجلس
کانون تئاتر لس آنجلس (به انگلیسی: Los Angeles Theatre Center) در شهر لس آنجلس قرار دارد و به وسیلهٔ شرکت لاتینو ثیتر اداره می‌شود. در ژانویه ۲۰۰۶ شرکت لاتینو ثیتر قرارداد بیست ساله‌ای را برای اجارهٔ کانون تئاتر لس آنجلس با شهر لس آنجلس بست و کمک هزینه‌ای به مبلغ ۴ میلیون دلار از سوی بنیاد موقوفات فرهنگی و تاریخی کالیفرنیا برای نوسازی ساختمان دریافت نمود. در اکتبر ۲۰۰۷ این ساختمان به عنوان ساختمان جدید کانون تئاتر لس آنجلس بازگشایی شد.
در سال ۲۰۰۸ این کانون به ۱۳۰ هنرمند و سازمان هنری با اجاره دادن و اهدای فضا برای تمرین، نمایش و رویدادهای فرهنگی خدمات داد. در این سال ۳۹۰۰۰ نفر از رویدادهای فرهنگی که در این کانون برگزار می‌شد دیدن کردند. این کانون در موقعیت جغرافیایی ۳۴°۳′۸″ شمالی ۱۱۸°۱۴′۳۷″ غربی / ۳۴٫۰۵۲۲۲°شمالی ۱۱۸٫۲۴۳۶۱°غربی قرار دارد.